# 215905 Andrewpoppe
215905 Andrewpoppe este o planetă minoră (asteroid) din centura de asteroizi. A fost descoperită pe 10 aprilie 2005 la Observatorul Național Kitt Peak de Marc Buie⁠(d). 
Obiectul prezintă o orbită caracterizată de o semiaxă mare de 2,3079151233745 UAi, o excentricitate de 0,095621188929736, o înclinație de 2,9744412117888 ° în raport cu ecliptica.